# رافاييل بايانو
رافاييل بايانو هو لاعب كرة قدم برازيلي في مركز الوسط، ولد في 8 أكتوبر 1983. لعب مع أوليمبيا أسونسيون وسانتو أندريه ونادي لوزيرن.

## وصلات خارجية
- رافاييل بايانو على موقع قاعدة بيانات كرة القدم.إي يو (الإنجليزية)
- رافاييل بايانو على موقع Soccerway.com (الإنجليزية)